# Pokémon Puzzle League
Pokémon Puzzle League — компьютерная игра в жанре головоломки, разработанная Nintendo Software Technology и Intelligent Systems и выпущенная Nintendo на игровую консоль Nintendo 64 в 2000 году. Игра вышла только в Европе и в Америке и не вышла в Японии из-за непопулярности Nintendo 64. Игра основана на аниме-сериале «Покемон», в частности, это единственная игра из серии, где появляются персонажи аниме, включая главного протагониста Эша Кетчума. В 2008 году игра была переиздана для платной закачки на игровую консоль Wii через Virtual Console.

## Игровой процесс
Pokémon Puzzle League имеет тот же игровой процесс, что и в Panel de Pon. Цель игры — убрать блоки с игрового поля, выстраивая их в горизонтальные или вертикальные линии из трех и более блоков. Постоянный процесс появления новых блоков из нижней части игрового поля заставляет непрерывно расти все игровое поле. Если блоки достигают вершины игрового поля, игрок проигрывает. Игрок может временно остановить движение блоков, набирая комбо и цепочки.
В отличие от своих предшественников, Pokémon Puzzle League имеет режим 3D в дополнение к традиционному режиму 2D. В этом режиме игра происходит на цилиндре с шириной в 18 блоков, в то время как ширина плоского 2D-поля составляет шесть блоков. Кроме того, в этом режиме используется оригинальный дизайн блоков из Panel de Pon и Tetris Attack, а также дизайн, основанный на покемонах (выбран по умолчанию).
В играх с двумя игроками игроки могут выбрать одного из 15 тренеров покемонов. В отличие от большинства игр про покемонов, выбор тренеров и покемонов чисто косметический и никак не влияет на игровой процесс.

## Сюжет
Эш Кетчум и его верный друг и товарищ Пикачу находятся в отпуске (по-видимому, после того, как они соревновались в Оранжевой лиге), когда им по телефону звонит профессор Оук, который говорит Эшу, что он был выбран в качестве одного из претендентов на официальный турнир Лиги Головоломок. Эш вместе с Пикачу отправляется в близлежащую Деревню Лиги Головоломок Покемонов.
Чтобы добиться успеха в турнире, Эш бросает вызов Гэри, своему первому сопернику. В итоге он побеждает семерых из восьми соперников из региона Канто и после того, как ему мешают Трейси, команда R и Джованни, которых он также побеждает, он получает их значки. После этого он одолевает Элитную четверку и встречается лицом к лицу с чемпионом по головоломкам Гэри.
После очередной победы над Гэри, Эш получает трофей, который сразу же отправляет его в другое измерение, где его приветствует Мьюту. После победы над Мьюту, Эш возвращается к своему месту отдыха, где он обнаруживает трофей Мастера Головоломки Покемонов, который ему вручает сам Мьюту.

## Отзывы и популярность
| Сводный рейтинг    | Сводный рейтинг                                                          |
| Агрегатор          | Оценка                                                                   |
| ------------------ | ------------------------------------------------------------------------ |
| GameRankings       | 82,65 %                                                                  |
| Metacritic         | 81/100                                                                   |
| Иноязычные издания |                                                                          |
| Издание            | Оценка                                                                   |
| 1UP.com            | 9,2/10                                                                   |
| EGM                | 9,2/10                                                                   |
| Game Informer      | 8,5/10                                                                   |
| GamePro            | 4 из 5 звёзд · 4 из 5 звёзд · 4 из 5 звёзд · 4 из 5 звёзд · 4 из 5 звёзд |
| GameRevolution     | B                                                                        |
| GameSpot           | 7,0/10                                                                   |
| IGN                | 8,9/10                                                                   |
| Nintendo Power     | 8,1/10                                                                   |
| ONM                | 85 %                                                                     |

Pokémon Puzzle League получила в основном хорошие отзывы, имея 81/100 на сайте Metacritic и 82,65 % на GameRankings. Журнал Electronic Gaming Monthly дал игре 9,2/10, сравнив её игровой процесс с Tetris Attack, и счёл, что он захватывающий, IGN оценил её на 8,9/10.